# Igors Korabļovs
Igors Korabļovs (Riga, 1974. november 23. –) lett válogatott  labdarúgó, jelenleg az FB Gulbene játékosa. Posztját tekintve hátvéd.
A lett válogatott tagjaként részt vett a 2004-es Európa-bajnokságon.

## Sikerei, díjai
Olimps Riga
- Lett kupagyőztes (1): 1994

FK Rīga
- Lett kupagyőztes (1): 1999

FK Ventspils
- Lett kupagyőztes (2): 2003, 2004